# Municipio de Potamo
El municipio de Potamo (en inglés: Potamo Township) es un municipio ubicado en el condado de Lake of the Woods en el estado estadounidense de Minnesota. En el año 2010 tenía una población de 107 habitantes y una densidad poblacional de 1,18 personas por km².

## Geografía
El municipio de Potamo se encuentra ubicado en las coordenadas 48°40′24″N 94°53′00″O / 48.67333, -94.88333. Según la Oficina del Censo de los Estados Unidos, el municipio tiene una superficie total de 90.81 km², de la cual 90,78 km² corresponden a tierra firme y (0,03 %) 0,03 km² es agua.

## Demografía
Según el censo de 2010, había 107 personas residiendo en el municipio de Potamo. La densidad de población era de 1,18 hab./km². De los 107 habitantes, el municipio de Potamo estaba compuesto por el 94,39 % blancos, el 1,87 % eran amerindios, el 0,93 % eran asiáticos y el 2,8 % eran de una mezcla de razas. Del total de la población el 0,93 % eran hispanos o latinos de cualquier raza.